# Dhalia’s Lane
Dhalia's Lane (bis Mai 2005: Dhalia) ist eine deutsche Musikgruppe aus dem Großraum Bergstraße (Hessen), die keltische Musik spielt. Die Band besteht aktuell aus zwei festen Bandmitgliedern (Berk Demiray und Božena Woitasky) und mehreren Gastmusikern (Gesang, Bass, Percussions, Flöten, Dudelsack, Bombarde etc.).

## Stil
Dhalia's Lane spielen nicht ausschließlich keltische Musik, auch wenn der Hauptteil der Musik aus irischen Tänzen (Jigs, Reels, Polkas), Gesangsstücken und Balladen besteht. Neben diesen traditionellen Stücken hat Dhalia’s Lane auch Lieder aus dem bretonischen, französischen, arabischen, plattdeutschen sowie deutschen Sprachraum im Programm; auch ein jiddisches Lied findet sich. Neben traditionellen Stücken spielt die Band auch überwiegend Eigenkompositionen, so etwa das sehr mittelalterliche Stück „Der Schnitter“ aus der CD „Lifeline“ von 2013.
Die je nach Auftritt bis zu sechs Musiker geben im Jahr ca. 50 Konzerte – neben Auftritten z. B. in Clubs oder bei Veranstaltungen (z. B. Nacht der Museen in Frankfurt/Main auf der Bühne der Bundesbank) treten sie auf diversen Open Airs sowie Festivals auf. Neben einem Fernseh-Auftritt in HR3 (zum Thema Lindenfels) schrieb die Band (Wild Silk) das Lied (Bretonischer Tanz) zu einem ZDF-Fernsehfilm und eines ihrer Lieder („Elamal“) wurde als Musikuntermalung eines Beitrages beim ZDF-Jahresrückblick 2005 verwendet. Außerdem waren sie einmal Vorgruppe der berühmten irischen Band Dubliners.
Obwohl sich die Konzerte zum Großteil auf das Gebiet zwischen Gießen und Heidelberg konzentrieren, gibt es auch Auftritte von Wilhelmshaven bis München. Selbst im Ausland tritt die Band auf: Neben Österreich und Luxemburg gab es auch (noch unter dem Namen Wild Silk) einen Auftritt auf dem Mary From Dungloe Festival in Dungloe, Irland.
Die Band hat (inkl. Vorgängerbands „Dhalia“ und „Wild Silk“) bisher sieben CDs veröffentlicht, die z. T. unter dem Label INDIGO vertrieben werden.

## Bandgeschichte
Den Bandnamen Dhalia's Lane gibt es erst seit Mai 2005. In der Zeit ab 2002 hieß die Band nur Dhalia – aufgrund eines Namensrecht-Streits musste der Name geändert werden. In der Zeit von 1994 bis 2001 gab es die Band Wild Silk, die sich Ende 2001 offiziell auflöste – aufgrund der Tatsache, dass vier der fünf Dhalia-Musiker aber bereits bei Wild Silk spielten, kann man diese Band problemlos als Vorgängerband bezeichnen.

### Wild Silk
Ursprünglich bestand die Gruppe aus vier Musikern: Neben Berk Demiray und Rainer Burgmer, die noch heute unter Dhalia's Lane musizieren, komplettierte die Band der Geiger Matthias Kohlmann (davor bei Paddy Goes to Holyhead) und die Sängerin Simone Freimüller. In dieser Formation veröffentlichte die Band 4 CDs. 1999 stieß der ägyptische Trommler Bergo Ibrahim als Gastmusiker zur Gruppe hinzu. Nach dem Ausscheiden von Simone Freimüller 2000 traten die übrigen Musiker einige Zeit ohne weibliche Stimme auf. Erst Ende 2000 wurde diese Position mit Schona Mihalys neu besetzt, die mit der Harfe ein neues Instrument in die Band brachte. Ende 2001 löste sich die Formation Wild Silk offiziell auf. Zu diesem Zeitpunkt stand aber bereits fest, dass 3 der damaligen Musiker die Nachfolgeband Dhalia gründen.

### Dhalia
Dhalia wurde Anfang 2002 gegründet. Neben den drei Wild-Silk-Musikern Berk Demiray, Rainer Burgmer und Bergo Ibrahim kam neben der ursprünglichen Wild-Silk-Stimme Simone Freimüller noch die Geigerin Helen Mannert hinzu, die in Folk-Kreisen bereits aus der Band Paddy Goes to Holyhead bekannt war. Bereits im ersten Jahr veröffentlichte die Band eine Live-CD. Nach dem erneuten Ausstieg von Simone Freimüller im März 2003 kam mit Andrea Linzke eine neue Sängerin zur Formation. Nachdem im Herbst 2004 die Vorbereitungen zur neuen CD begannen, verließ Andrea Linzke Ende 2004 aus gesundheitlichen Gründen die Band.

### Dhalia's Lane
Aufgrund des erwähnten Namensrechtsstreites war die Band Anfang 2005 gezwungen, ihren Namen zu ändern. Um den Bezug nicht zu verlieren, entschied man sich für Dhalia's Lane.
Aktuell besteht die Band aus den festen Mitgliedern Berk Demiray und Božena Woitasky. Sie spielen regelmäßig mit brillanten Gastmusikern zusammen.

## Instrumente
Die Band hat eine große Bandbreite an Instrumenten, die während eines Konzerts zum Einsatz kommen bzw. kamen.
- Akkordeon (Helen)
- Bodhrán (Bergo, jetzt Anna)
- Bombarde (Rainer)
- Rauschpfeife (Rainer)
- irischer/bretonischer Dudelsack (Rainer)
- diverse Flöten, z. B. Blockflöte, Low-Whistle, Altflöte, Piccoloflöte (Rainer)
- Geige (Matthias, Helen, jetzt Božena)
- Gitarre (Berk)
- diverse Klanginstrumente, z. B. Schellenkranz, Regenmacher, Ocean drum (Bergo, Thiemo, Jakob)
- Klarinette (Rainer)
- Mandoline (Helen)
- Saz (Berk)
- diverse Trommeln, z. B. Djembe, E-Drum (Bergo, Thiemo, jetzt Jakob)

## Diskografie

### Wild Silk
- 1995: Looking for a New World
- 1996: Touch of a Rainbow
- 1999: Dreams & Doubts
- 2000: In Concert (Live-CD)

### Dhalia
- 2002: Celtic Dreams and Dances (Live-CD)

### Dhalia's Lane
- 2005: Hollymount
- 2013: Lifeline